# 新米科拉伊夫卡 (五一村市鎮)
46°57′52″N 32°21′37″E / 46.96444°N 32.36028°E
新米科拉伊夫卡（烏克蘭語：Новомиколаївка）是烏克蘭的村落，位於該國南部尼古拉耶夫州，由尼古拉耶夫區的五一村市鎮負責管轄，始建於1885年，面積0.42平方公里，海拔高度51米，2001年人口1,161，人口密度每平方公里2,764.3人。